# Municipio de Victory (Pensilvania)
El municipio de Victory (en inglés: Victory Township) es un municipio ubicado en el condado de Venango en el estado estadounidense de Pensilvania. En el año 2000 tenía una población de 533 habitantes y una densidad poblacional de 9.1 personas por km².

## Geografía
El municipio de Victory se encuentra ubicado en las coordenadas 41°18′00″N 79°51′59″O / 41.30000, -79.86639.

## Demografía
Según la Oficina del Censo en 2000 los ingresos medios por hogar en la localidad eran de $35,096 y los ingresos medios por familia eran $42,589. Los hombres tenían unos ingresos medios de $34,375 frente a los $19,643 para las mujeres. La renta per cápita para la localidad era de $15,156. Alrededor del 9,0% de la población estaban por debajo del umbral de pobreza.